# Alfa Romeo Stelvio

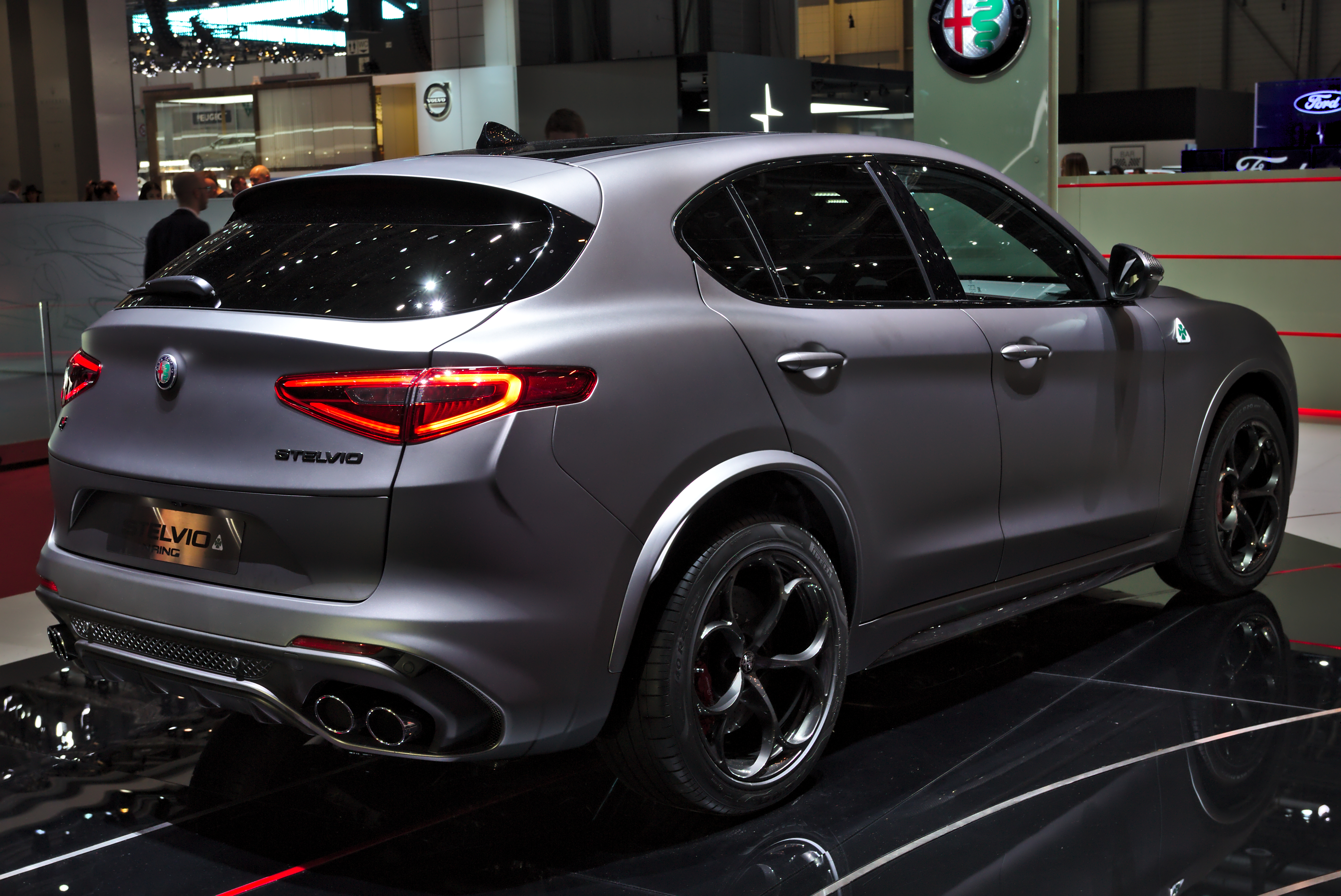

O Alfa Romeo Stelvio é um veículo Crossover SUV produzido pela Alfa Romeo, lançado em 2016, sendo o primeiro veículo da montadora nessa classe. O carro é feito na plataforma Giorgio, a mesma do Alfa Romeo Giulia, o nome vem do Passo do Stelvio na Itália.